# رؤية إندونيسيا 2045

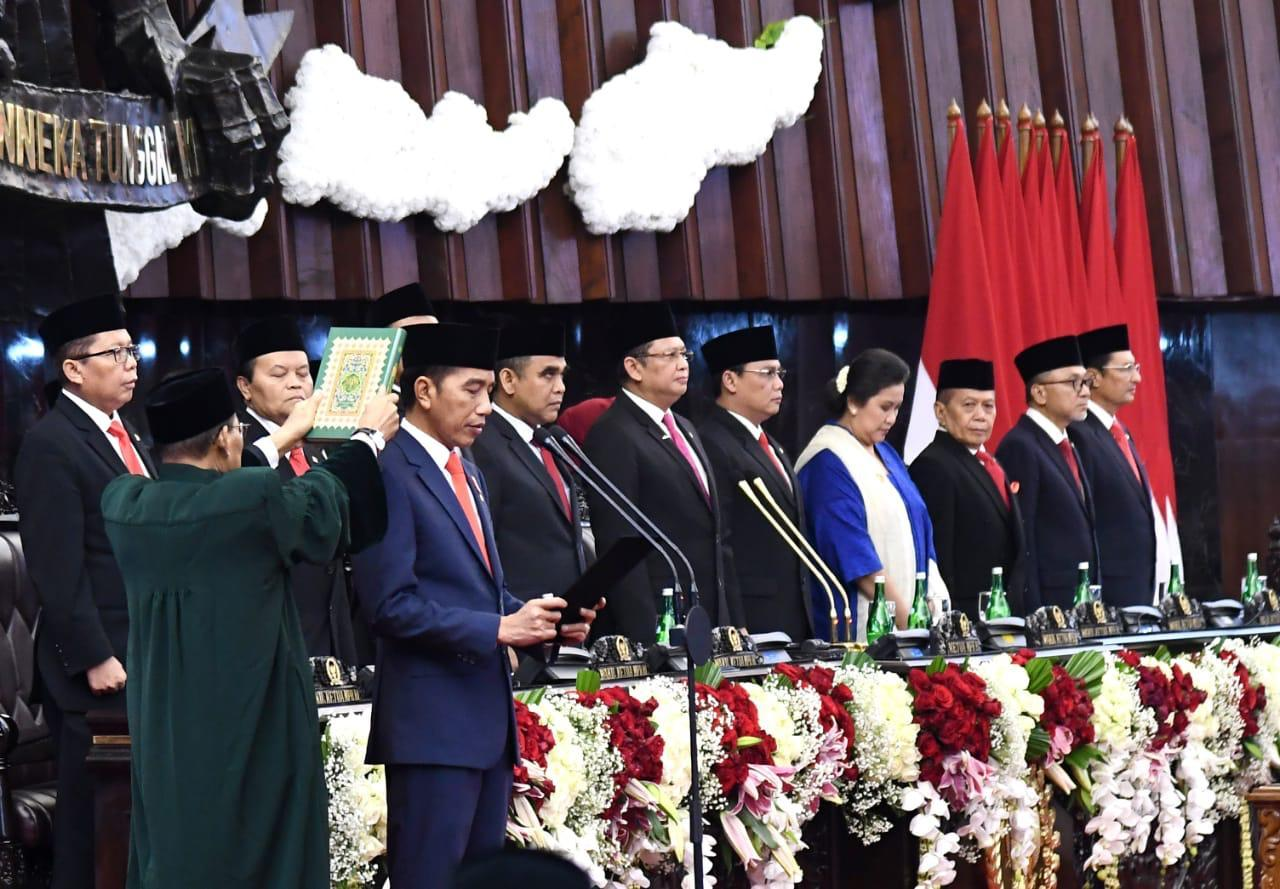
كرر جوكو ويدودو رؤية إندونيسيا 2045 خلال فترة ولايته الثانية في 20 أكتوبر 2019

رؤية إندونيسيا 2045 هو المثل الأعلى الإندونيسي الذي حدد هدف الدولة لتكون دولة ذات سيادة ومتقدمة وعادلة ومزدهرة بحلول الذكرى المئوية في عام 2045. تم تحديد الهدف في عام 2045، حيث تحتفل الجمهورية بحلول ذلك الوقت بمرور 100 عام على استقلالها. صيغت هذه الرؤية من قبل وزارة التخطيط التنموي الوطني بإندونيسيا وأطلقها الرئيس الإندونيسي جوكو ويدودو في 9 مايو 2019. الرئيس متفائل بأن إندونيسيا ستصبح رابع أو خامس أكبر اقتصاد في العالم بحلول عام 2045.
كرر الرئيس جوكو ويدودو الرؤية مرة أخرى خلال خطاب تنصيبه لولاية ثانية في 20 أكتوبر 2019، حيث تصور أن إندونيسيا سوف تصبح دولة متقدمة، والتي سيرتفع اترتيبها إلى أكبر خمسة اقتصادات في العالم بحلول عام 2045.

## التاريخ والتنمية
لقد تم التفكير في الرؤية الوطنية المشتركة والتي ستنتقل إندونيسيا في المستقبل من دولة نامية متواضعة تعتمد على الزراعة والسلع الأساسية إلى دولة متقدمة صناعية وقائمة على الخدمات والتكنولوجيا على مدى أجيال. خلال إدارة النظام الجديد من خلال سوهارتو في فترة ما بين سبعينيات القرن الماضي ومنتصف التسعينيات، أصبح التخطيط من خلال غاريس غاري بيسار هالوان نيجارا أو من خلال الخطوط العريضة لسياسة الدولة التي تستهدف ليباس لانداس أو «الإقلاع» حيث تحولت البلاد تدريجياً إلى دولة صناعية جديدة. ومع ذلك فقد ضربت الأزمة المالية الآسيوية في عام 1997 إندونيسيا بشدة، والتي تسببت في الانكماش الاقتصادي وشل التنمية. في وقت لاحق أثارت الأزمة حركة الاضطراب والإصلاح التي أدت إلى سقوط نظام سوهارتو.
بعد عدة سنوات من مطلع القرن الحادي والعشرين تم استعادة الاقتصاد الإندونيسي، واستمرار اتجاهات النمو الاقتصادي والتنمية. بعد 10 سنوات نجحت إندونيسيا في التغلب على العاصفة التي حولت نفسها من دولة فوضوية شبه فاشلة في عام 1998، إلى مجتمع ديمقراطي مزدهر، وهو أيضًا أحد أقوى الاقتصاديات في آسيا بحلول عام 2007. وقد أدى هذا إلى نظرة أكثر تفاؤلاً فيما يتعلق بالإندونيسية مستقبل. في عام 2009 تم قبول إندونيسيا كعضو في مجموعة العشرين بين الاقتصادات الكبرى في العالم، وبالتالي أصبحت الممثل الوحيد لمنطقة جنوب شرق آسيا.
في يونيو 2013 أعرب الرئيس سوسيلو بامبانج يودويونو في خطابه في بالي عن آماله الكبيرة أنه في الذكرى المئوية لجمهورية إندونيسيا سترتفع الأمة لتصبح دولة متقدمة من حيث الجوانب الاقتصادية والسياسية والاجتماعية، وتمارس أيضًا نفوذاً دولياً كبيراً في المنطقة. هو قال: «لدي رؤية وحلم بأن يكون اقتصادنا قويًا وعادلًا في عام 2045، وسوف تنضج ديمقراطيتنا، وسوف تزدهر حضارتنا.»
علاوة على ذلك من المتوقع أن تتمتع إندونيسيا بمكافأة ديموغرافية بين عام 2030 وعام 2040، مما يعزز التنمية الإندونيسية نحو رؤية 2045 كدولة متقدمة. بحلول ذلك الوقت يكون عدد القوى العاملة أو السكان في سن الإنتاج (الذين تتراوح أعمارهم بين 15 و 64 عامًا) أكبر من عدد السكان في سن غير الإنتاج (الذين تقل أعمارهم عن 15 عامًا وما فوق 64 عامًا). خلال هذه الفترة من المتوقع أن يصل عدد السكان في سن الإنتاج إلى 64 في المائة من إجمالي عدد السكان الإندونيسيين المتوقع البالغ 297 مليون نسمة.
في 30 ديسمبر 2015 في ميروك، كتب الرئيس جوكو ويدودو رؤيته بعنوان «الحلم الإندونيسي 2015-2085». في دفتره كتب سبعة أحلام من الأهداف السامية للمستقبل الإندونيسي، وهي:
- الموارد البشرية الإندونيسية التي يتفوق استخباراتها على الدول الأخرى في العالم.
- الشعب الإندونيسي الذي يدعم التعددية والثقافات والدينية ويدعم القيم الأخلاقية.
- إندونيسيا هي مركز التعليم والتكنولوجيا والحضارة العالمية.
- المجتمع والأجهزة الحكومية خالية من الفساد.
- تطوير البنية التحتية العادلة في جميع أنحاء إندونيسيا.
- إندونيسيا بلد مستقل وحر وواحد من أكثر بلدان آسيا والمحيط الهادئ نفوذاً.
- تعد إندونيسيا معيارًا (مثال) للنمو الاقتصادي العالمي.

نموذجًا للطائرة اللإندونيسية N-245 والتي تسعى إندونيسيا من خلالها إلى إتقان العلم والتكنولوجيا، من بين أمور أخرى من خلال تطوير صناعة الطيران الخاصة بها صناعة الطيران الإندونيسية

في عام 2017 انتهت وزارة التخطيط الوطني للتنمية في إندونيسيا من صياغة الرؤية. أطلق الرئيس جوكو ويدودو هذه الرؤية رسميًا في 9 مايو 2019. في هذه الرؤية حددت الحكومة هدفًا لإندونيسيا في عام 2045 لتصبح خامس أكبر اقتصاد في العالم بإجمالي ناتج محلي يبلغ 7.3 تريليون دولار ودخل الفرد يصل إلى 25.000 دولار أمريكي. كرر الرئيس جوكو ويدودو الرؤية مرة أخرى خلال خطاب تنصيبه لولاية ثانية في مجمع برلمان جمهورية إندونيسيا في 20 أكتوبر 2019. لتحقيق هذه الأهداف وضع جوكو ويدودو 5 سياسات كان سينفذها خلال فترة ولايته الثانية بين 2019-2024:
- مواصلة تطوير البنية التحتية.
- تنمية الموارد البشرية.
- دعوة الاستثمارات إلى أقصى حد.
- إصلاح البيروقراطية.
- التأكد من أن الإنفاق في ميزانيات الدولة يركز على الأهداف ويحسن استهدافها.

## الركائز الأربع للرؤية
بنيت الرؤية 2045 على أربعة أعمدة وفقًا لبانكاسيلا والدستور الوطني لعام 1945، وهذه الأعمدة هي:
- التنمية البشرية وإتقان العلوم والتكنولوجيا.
- التنمية الاقتصادية المستدامة.
- التنمية العادلة.
- تعزيز المرونة الوطنية والحكم.

الأهداف الأربعة لهذه الأعمدة وفقًا لديباجة الدستور الوطني هي:
- حماية جميع المواطنين الاندونيسيين وجميع شعبها.
- تعزيز الرفاه العام.
- تنوير الحياة الوطنية.
- تطبيق النظام العالمي القائم على الحرية والسلام الأبدي والعدالة الاجتماعية.